# Roessleville
Roessleville es un lugar designado por el censo ubicado en el condado de Albany en el estado estadounidense de Nueva York. En el Censo de 2020 tenía una población de 11518 habitantes y una densidad poblacional de 1102,20 habitantes por km². Fue incluido como CDP en el censo de 2020.

## Geografía
Roessleville se encuentra ubicado en las coordenadas 42°41′42″N 73°48′27″O / 42.69500, -73.80750. Según la Oficina del Censo de los Estados Unidos,  tiene una superficie total de 10,45 km², de la cual 10,43 km² corresponden a tierra firme y 0,02 km² a agua.